# جعفر السعيد
جعفر خليفة السعيد لاعب كرة قدم سعودي محترف، يلعب في خط الدفاع يلعب حالياً في نادي الغوطة.

## مسيرة اللاعب
كانت بداياته مع نادي الروضة في الفئات السنية و انتقل نادي الاتفاق في صيف 2012 و انتقل إلى نجران في عام 2013-2014 و لعب في عام 2015 في نادي الفيحاء و في عام 2016 وقع مع نادي الكوكب و لعب معهم موسم وبعدها إنتقل إلى نادي هجر و وقع مع نادي الشرق في عام 2018 و وقع مع نادي السد في عام 2019 و انتقل إلى نادي الجيل في عام 2021 و عاد إلى نادي السد مطلع عام 2022 و بعدها عاد إلى نادي الشرق ونادي طويق ونادي الغوطة.

## الحياة الشخصية
هو شقيق اللاعب محمد السعيد.